# 전국의료산업노동조합연맹
전국의료산업노동조합연맹은 1998년에 결성되었으며, 한국노총 소속 병원노동조합연맹이다.

## 연혁
- 1997년 5월 31일 : 전국의료산업노동조합협의회 발족
- 1998년 5월 1일 : 전국의료산업노동조합협의회 연맹 결성